# Sàtir de Sicília
Sàtir (en llatí Satyrus, en grec Σάτυρος) va ser un cap dels esclaus revoltats a Sicília durant la segona guerra dels esclaus.
Després de la derrota i mort d'Atenió l'any 101 aC, Sàtir va agafar el comandament de la resta dels insurgents i es va tancar a una poderosa fortalesa on va ser bloquejat pel cònsol Mani Aquil·li i finalment es va haver de rendir per la fam junt amb un miler de seguidors.
Tots van ser portats a Roma i obligats a lluitar contra feres salvatges a l'amfiteatre, però la majoria van preferir la mort lluitant entre ells, i Sàtir es va suïcidar.